# Siergiej Zalotin
Siergiej Wiktorowicz Zalotin (ros. Сергей Викторович Залётин, ur. 21 kwietnia 1962 w Szczokinie) – rosyjski kosmonauta, Bohater Federacji Rosyjskiej (2000).

## Życiorys
W 1979 ukończył szkołę średnią, a w 1983 wojskową szkołę lotników w Borisoglebsku, służył jako lotnik, starszy lotnik i dowódca klucza w 9 Niszczycielskiej Dywizji Lotniczej Sił Wojskowo-Powietrznych Moskiewskiego Okręgu Wojskowego. W sierpniu 1990 został kandydatem na kosmonautę-badacza 4 grupy oddziału kosmonautów centrum kosmicznego Sił Wojskowo-Powietrznych, od października 1990 do marca 1992 przechodził ogólne przygotowanie, w kwietniu 1992 został mianowany kosmonautą-badaczem 2 grupy, w 1994 ukończył Państwową Akademię Nafty i Gazu. W lutym 1996 został dowódcą dublującej załogi na stacji kosmicznej Mir. We wrześniu 1997 rozpoczął przygotowania do lotu, a w lutym 1998 został mianowany dowódcą głównej załogi 28 ekspedycji na stację kosmiczną Mir zaplanowanej na sierpień 1999, jednak przełożonej ze względów finansowych. Od 4 kwietnia do 16 czerwca 2000 odbywał swój pierwszy lot kosmiczny jako dowódca statku Sojuz TM-30 i stacji Mir; podczas wyprawy odbył kosmiczny spacer. Spędził w kosmosie 72 dni, 19 godzin, 42 minuty i 16 sekund.
Od 30 października do 10 listopada 2002 odbywał swój drugi lot kosmiczny jako dowódca statku Sojuz TMA-1 i czwartej rosyjskiej ekspedycji na Międzynarodową Stację Kosmiczną (ISS). Spędził w kosmosie 10 dni, 20 godzin, 53 minuty i 9 sekund.
W grudniu 2003 i w grudniu 2007 startował w wyborach do Dumy Państwowej, jednak nie został wybrany. W październiku 2004 został wybrany do obwodowej Dumy w Tule z ramienia partii Sprawiedliwa Rosja, w październiku 2009 uzyskał reelekcję, tym razem z ramienia Jednej Rosji. W 2011 był zastępcą przewodniczącego jednego z komitetów partyjnych w Dumie.

## Odznaczenia
- Bohater Federacji Rosyjskiej (9 listopada 2000)
- Lotnik-Kosmonauta Federacji Rosyjskiej
- Order „Za zasługi dla Ojczyzny” IV klasy (1 września 2003)
- Medal „Za zasługi w podboju kosmosu” (12 kwietnia 2011)
- Komandoria Orderu Korony (Belgia, 2011)
- Universal Astronaut Insignia za lot orbitalny (nr 392) – Stowarzyszenie Uczestników Lotów Kosmicznych (Association of Space Explorers(inne języki))[1]